# Átomos para la Paz

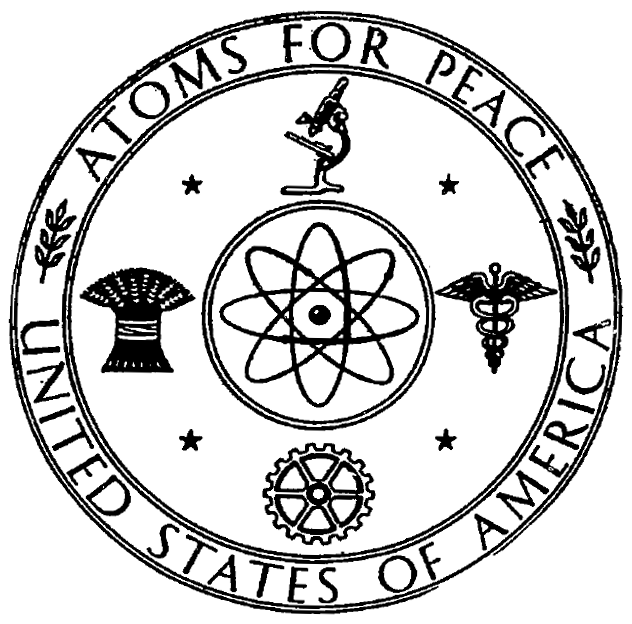
Emblema del programa Átomos para la Paz montado sobre la puerta del edificio del reactor estadounidense durante la Conferencia Internacional sobre los Usos Pacíficos de la Energía Atómica en Ginebra, usualmente llamada la conferencia de los Átomos para la paz.

Átomos para la Paz fue el título de un discurso pronunciado por Dwight D. Eisenhower en la Asamblea General de la ONU en Nueva York el 8 de diciembre de 1953.

## Discurso
Me siento impulsado a hablar hoy en un lenguaje que en un sentido es nuevo--un lenguaje el cual, yo, que he gastado gran parte de mi vida en la profesión militar, hubiera preferido no usar nunca. Ese nuevo lenguaje es el lenguaje de la guerra atómica.
Dwight D. Eisenhower

El discurso fue posiblemente un punto crucial para el enfoque internacional sobre los usos pacíficos de la energía atómica, incluso durante las primeras fases de la Guerra Fría. Se podría discutir que Eisenhower, con alguna influencia de  Einstein estaba intentando llevar una sensación de tranquilidad a un mundo aterrorizado de que el horror de Hiroshima y Nagasaki pudiera volverse a producir.
El discurso representa una antítesis ostensible a la intriga internacional que a continuación llevó al mundo al borde del abismo. La invocación de Eisenhower de "...aquellos mismos grandes conceptos de paz universal y dignidad humana que están tan claramente grabadas en..." la Carta de las Naciones Unidas, destacó con nuevo énfasis la grave responsabilidad de Estados Unidos por sus acciones nucleares —pasadas, presentes y futuras—. En gran medida, esta mención estableció las reglas de compromiso para la nueva clase de guerra, la guerra fría.

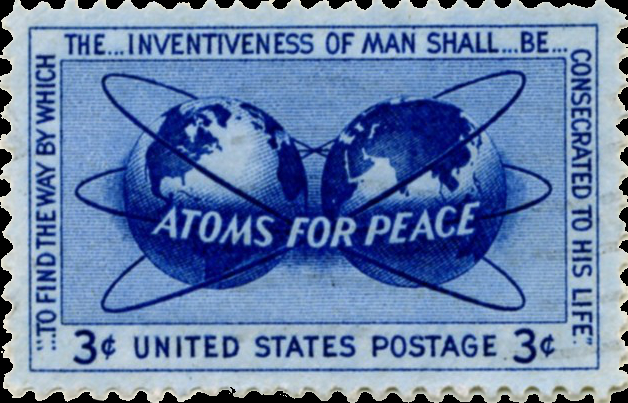
Estampilla estadounidense de 1955 alusiva al programa Átomos para la Paz

En el duro campo del progreso actual de la política y tecnología de la superpotencia, se puede remarcar:

Es con el libro de la historia, y no con páginas aisladas, con el que los Estados Unidos desean siempre ser identificados. Mi país desea ser constructivo, no destructivo. Desea acuerdos, no guerras, entre naciones. Desea él mismo vivir en libertad, y en la confianza de que los pueblos de todas las otras naciones disfrutarán igualmente del derecho de elegir su propio modo de vida.

Para la realización de estas críticas decisiones, los Estados Unidos comprometen ante Vds. -- y por tanto ante el mundo -- su determinación a ayudar a solucionar el espantoso dilema atómico -- a dedicarse en cuerpo y alma a encontrar el camino por el cual la milagrosa inventiva humana no sea dedicada a su muerte, sino consagrada a su vida.